# Jesús Guzmán (beisbolista)
Jesús Antonio Guzmán Álvarez (Cumanacoa, 14 de junio de 1984) es un exbeisbolista  venezolano que jugaba en la posición de primera base y jardinero izquierdo. Fue fichado por los Marineros de Seattle en el año 2000 y jugó varias temporadas en las ligas menores antes de debutar en las ligas mayores. Jugó en las Grandes Ligas de Béisbol (MLB) con los Gigantes de San Francisco, los Padres de San Diego y los Astros de Houston, y en la Liga Japonesa de Béisbol (NPB) con los Hiroshima Toyo Carp.

## Carrera profesional

### Ligas menores
Guzmán fue firmado por los Seattle Mariners como un agente libre no seleccionado en el draft el año 2000. Jugó en las ligas venezolanas desde 2001 hasta 2003 como adolescente. Llegó a los Estados Unidos en 2004 y jugó con las filiales Clase A y AA de los Mariners hasta 2007, cuando fue dejado libre. Los Oakland Athletics firmaron a Guzmán como agente libre de ligas menores, y jugó para tres equipos filiales de los Athletics antes de ser nuevamente dejado en libertad. Registró un promedio al bate de .364 con los Midland RockHounds de Clase AA, y .237 en 59 turnos al bate con los Sacramento River Cats de Clase AAA, pero su defensa dejó mucho que desear en 2008 al cometer 22 errores en 317 oportunidades jugando como tercera o segunda base.
Los San Francisco Giants firmaron a Guzmán como agente libre de ligas menores y lo invitaron a los entrenamientos primaverales en 2009. Su desempeño fue impresionante, dejando promedio de .404 en la Cactus League, pero a finales de marzo fue enviado a las menores para aprender a defender la primera base, donde los movimientos de pies no son cruciales. Guzmán comenzó la temporada 2009 con los Fresno Grizzlies de Clase AAA, donde pasó la mayor parte de la temporada excepto por algunos juegos con los Giants. Acumuló un promedio de .321 y un OPS (on-base plus slugging) de .885 en 115 juegos en Clase AAA, jugando casi exclusivamente en primera base.  
Guzmán pasó toda la temporada 2010 con el equipo Triple-A de los Giants, donde registró números similares a los de 2009, un promedio de .321 y OPS de .886, mientras defendía principalmente el jardín izquierdo o la tercera base.

### Grandes Ligas

#### San Francisco Giants
Guzmán fue promovido de Triple-A e hizo su debut en Grandes Ligas el 21 de mayo de 2009 con los San Francisco Giants. Tuvo 20 turnos al bate en 12 juegos disputados durante el 2009, entre los meses de mayo, julio y septiembre, siendo parte de la alineación inicial dos veces como primera base y una como bateador designado.
El 22 de enero de 2010, Guzmán fue designado para asignación por los Giants para hacer espacio en la plantilla de 40 jugadores a Bengie Molina, y el 4 de febrero fue bajado a Triple-A donde pasó el resto de la temporada.

#### San Diego Padres

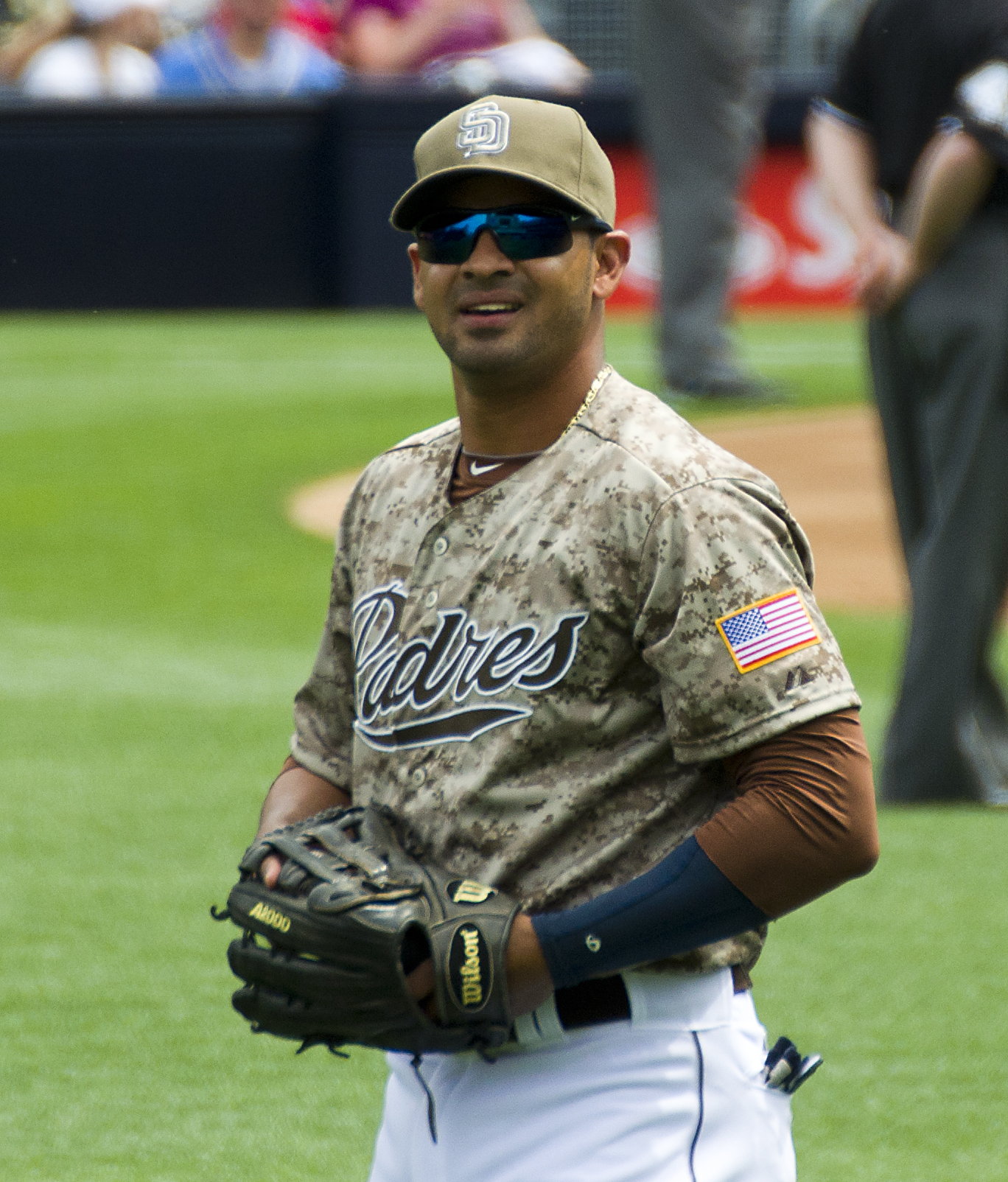
Guzmán con los San Diego Padres en 2012.

El 20 de noviembre de 2010, Guzmán firmó un contrato de liga menor con los San Diego Padres. Los Padres compraron su contrato el 16 de junio de 2011.  El periódico San Diego Union-Tribute escribió que el estilo de bateo de líneas de Guzmán era perfectamente adecuado para el estadio de los Padres, el Petco Park, y emergió como el mejor bateador del equipo en 2011, con promedio de .312 y OPS de .847 en 247 turnos al bate. Sin embargo, su defensa no era competente tanto en primera base como en el jardín izquierdo.  El gerente general de los Padres, Jed Hoyer, proyectó a Guzmán como una segunda opción en primera base detrás de Yonder Alonso en 2012, si no como una posibilidad para el jardín izquierdo.
En 2012, Guzmán realizó la mayoría de aperturas en jardín izquierdo durante abril y mayo, mientras Carlos Quentin se rehabilitaba de un dolor en la rodilla, y retornó a la posición en septiembre cuando la rodilla de Quentin nuevamente aquejó problemas. Por otro lado, hizo aperturas ocasionales en primera base y en el jardín derecho, y 50 apariciones como bateador emergente. En un total de 321 turnos al bate durante 120 juegos, bateó para .247 con .737 de OPS y nueve jonrones.
Guzmán formó parte de la plantilla de 25 jugadores activos de los Padres en 2013, actuando como primera base y jardinero reserva. Hizo 25 aperturas como jardinero izquierdo, permitiendo a Carlos Quentin descansar sus rodillas a inicios y final de temporada. También fue 33 veces titular en primera base, la mayoría a finales de junio e inicios de julio, cuando Yonder Alonso se lesionó una mano. En total durante el 2013, Guzmán participó en 126 juegos con 288 turnos al bate, incluyendo 48 como bateador emergente. Bateó para .226 con .675 de OPS y nueve jonrones.

#### Houston Astros
El 18 de diciembre de 2013, Guzmán fue transferido a los Houston Astros a cambio del campocorto Ryan Jackson.

### Liga Venezolana de Béisbol Profesional

#### Cardenales de Lara
Guzmán empezó sus carrera profesional en Venezuela con los Cardenales de Lara el 11 de octubre del 2007 frente a los Tigres de Aragua, donde se fue de 4-1 con un doble, una anotada y un ponche. Su primera carrera empujada en la LVBP fue el 13 de octubre frente a los Bravos de Margarita. Sus primeras bases robadas fueron el 1 de noviembre de 2007 ante los Caribes de Anzoátegui, donde estafó dos almohadillas. Durante su estadía con los Cardenales jugó bien defensivamente, por lo que el equipo crepuscular decidió colocarlo en el mercado.

#### Leones del Caracas
En noviembre de 2007 se produce un cambio entre los Cardenales de Lara y los Leones del Caracas donde Guzmán pasaría al equipo de la capital a cambio del lanzador Marcos Carvajal y el jugador de campo Jairo Ramos.
Luego de realizarse el cambio, Guzmán se estrenó con los Leones del Caracas el 25 de noviembre, donde no tuvo suerte en sus cinco turnos al bate. Su primer hit con los Leones fue ante su anterior equipo, los Cardenales de Lara, el 26 de noviembre frente al pitcher Brandon Morrow, conectando un doble. El 30 de noviembre vuelve a Barquisimeto donde ligó su primer jonrón y empujó dos carreras. Su mejor juego en lo que a la ofensiva se refiere fue el 6 de diciembre frente a los eternos rivales de los Leones del Caracas, los Navegantes del Magallanes, donde ligó de 3-2 con jonrón, dos empujadas y una anotada. Al final su equipo los Leones del Caracas quedarían eliminados de la Ronda Regular el último día de campaña.
- Anécdota
  - Después de la segunda mitad de temporada 2008/2009, cada vez que este cumanés iba a consumir turno al bate en el Estadio Universitario de Craracas, se colocaba de fondo la canción "Rucio Moro" (muy parecido a lo que sucede en la lucha libre de entretenimiento WWE cada vez que un luchador sale al ring), al igual que su compañero José Castillo que le colocaban la canción "EL HACHA" de "El Escuadrón".

#### Tiburones de La Guaira
Dada la caída notable de su rendimiento ofensivo, en el año 2021 los melenudos deciden finalmente dejarlo en libertad y es firmado por los Tiburones de La Guaira.

## Récords
- 67 impulsadas en una temporada
  - Durante la Temporada 2008-2009, Guzmán superó la marca de carreras impulsadas para un venezolano en la LVBP que poseía Baudilio Díaz con 57, y el récord absoluto para la liga en manos de Pete Koegel, registro que se mantenía desde la temporada 1973-1974 cuando el 12 de enero de 1974 el estadounidense impulsaba la carrera 65.vGuzmán colocó el nuevo récord de 67 impulsadas en una temporada de la LVBP.

- 8 impulsadas en un solo juego
  - Durante la Ronda Regular de la Temporada 2008-2009, Guzmán consiguió empatar la mayor cantidad de carreras impulsadas en un solo partido al ligar 8 carreras enviadas al plato.

- La escalera
  - El 21 de noviembre, durante la Ronda Regular de la Temporada 2008-2009, Guzmán logró conectar la escalera (Hit, Doble, Home run y Triple en un solo partido) en un juego contra los Navegantes del Magallanes, para así convertirse en el décimo jugador criollo en conseguir las 4 diferentes conexiones en un mismo encuentro.

- 3 Grand Slam
  - El 24 de octubre de 2010, durante la Ronda Regular de la temporada 2010-2011, Guzmán logró conectar su primer Grand Slam en la LVBP, en un juego contra los Tiburones de La Guaira para colocar el marcador 10 por 2 en el octavo inning, quedando Jugador Más Valioso del encuentro: VB:3 CA:2 H:2 CI:6 BB:3 K:1 AVE:'667.  (Resultado final del juego: Leones Del Caracas 14, Tiburones De La Guaira 5).
  - El 11 de enero de 2011, durante la Segunda Semana del Round Robin de la temporada 2010-2011, Jesús Guzmán logró conectar su segundo Grand Slam en la LVBP, en un juego contra los Caribes de Anzoátegui y en cuenta de una bola cero strike, contra el pitcher Alex Herrera para colocar el marcador 4 por 0 en el primer inning, quedando Jugador Más Valioso del encuentro.  (Resultado final del juego: Leones Del Caracas 10, Caribes de Anzoátegui 6).
  - El 19 de noviembre de 2011, durante la Ronda Regular de la temporada 2011-2012', Guzmán conecta su tercer Grand Slam a Carlos Hernández del Navegantes del Magallanes.

## Premios
- Productor del año Temporada 2008-2009
  - El 9 de enero de 2009 Numeritos Gerencia Deportiva le otorgó a Guzmán el Premio de Productor del Año al conseguir 345 puntos. Estos puntos se calculan mediante una fórmula matemática donde se otorgan dos puntos por cada carrera impulsada (CI) y carrera anotada (CA), un punto por cada Boleto(BB) y Base Alcanzada(BA) y se restan los Jugadores dejados en Posición Anotadora(DPA). La puntuación final quedó de la siguiente manera:

| JUGADOR             | CI | CA | BA  | BB | DPA | Puntos |
| ------------------- | -- | -- | --- | -- | --- | ------ |
| Jesus Guzmán        | 67 | 48 | 143 | 31 | 59  | 345    |
| Maximiliano Ramírez | 53 | 42 | 118 | 23 | 52  | 279    |
| Gerardo Parra       | 44 | 39 | 124 | 31 | 46  | 275    |

- Jugador más valioso (MVP) TEMPORADA 2008-2009
  - El 15 de enero de 2009 gana el premio más importante de la LVBP, el jugador más valioso, al conseguir 42 votos para el primer lugar para así totalizar 215 puntos marcando una diferencia de 106 puntos sobre su más cercano rival. Guzmán se convirtió en el segundo jugador criollo y el tercero que lo consigue vistiendo la camisa de los Leones del Caracas.